# Hans Pflugbeil

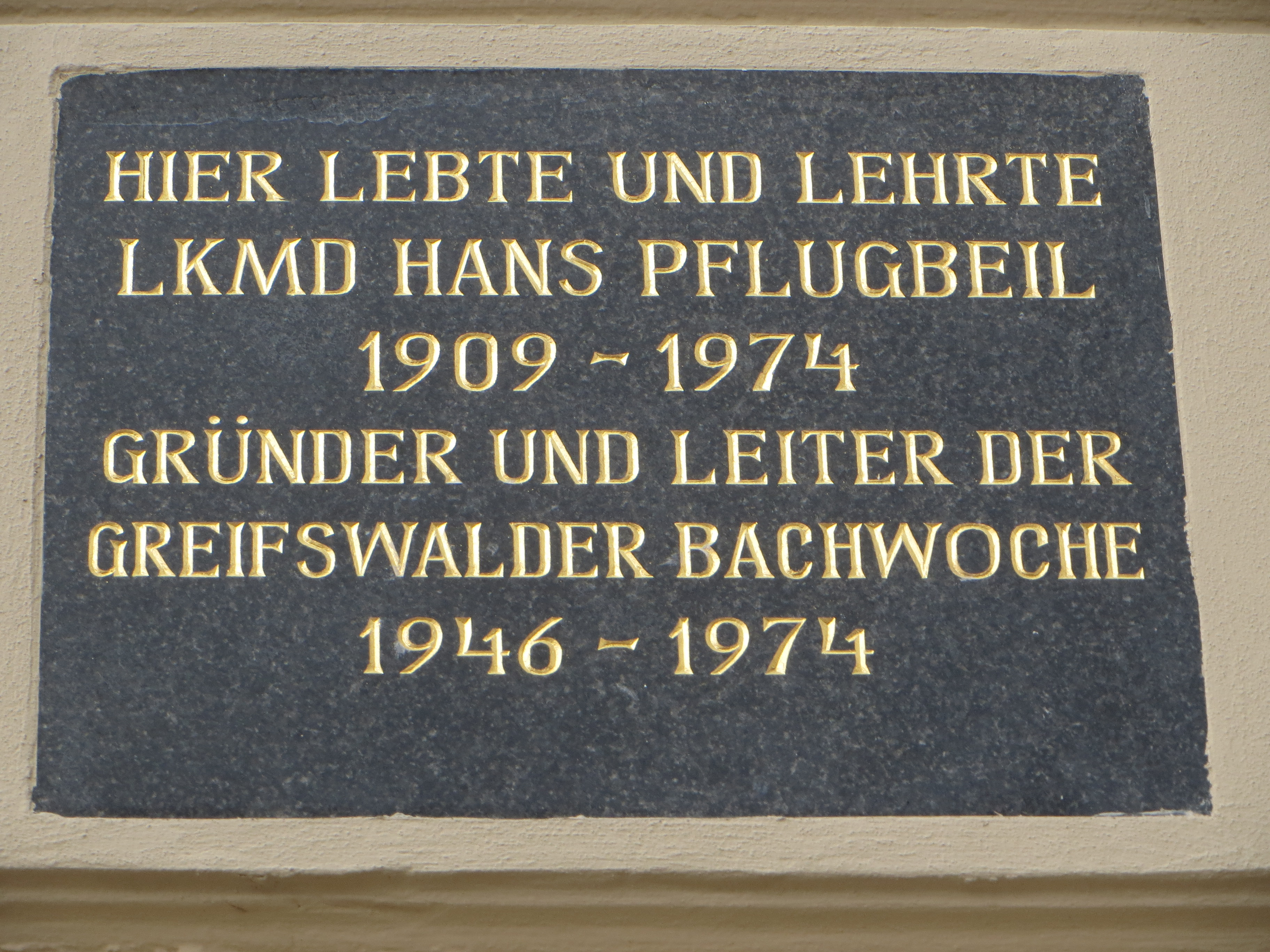
Erinnerungstafel für Hans Pflugbeil am Gebäude des Instituts für Kirchenmusik, Bahnhofstr. 48/49 in Greifswald

Hans Pflugbeil, eigentlich: Johannes Christoph Pflugbeil (* 4. Juli 1909 in Ostritz; † 16. Juni 1974 in Greifswald) war ein deutscher Kirchenmusiker und Gründer und langjähriger Leiter der Greifswalder Bachwochen.

## Leben und Wirken
Hans Pflugbeil studierte nach dem Abitur in Chemnitz Kirchenmusik am Konservatorium für Musik in Leipzig, vor allem bei dessen Leiter Karl Straube. Er wurde zunächst Kantor und Organist in Schneeberg und kam 1937 in gleicher Funktion an den Dom St. Nikolai in Greifswald. Er baute den Domchor neu auf und ließ die Buchholz-Orgel von 1832 durch E. Kemper und Sohn im Sinne der Orgelbewegung verändern.
1939 zum Kriegsdienst eingezogen, wurde Pflugbeil schwer verwundet und verlor seinen rechten Arm. Dennoch konnte er in sein altes Amt zurückkehren; gleichzeitig wurde ihm ab dem 1. Oktober 1946 die Leitung des „Seminar für evangelische Kirchenmusik“ übertragen, das 1938 von Heinrich Laag in Stettin-Finkenwalde gegründet worden war und nach 1945 in Greifswald wieder neu innerhalb der Pommerschen Evangelischen Kirche aufgebaut wurde.

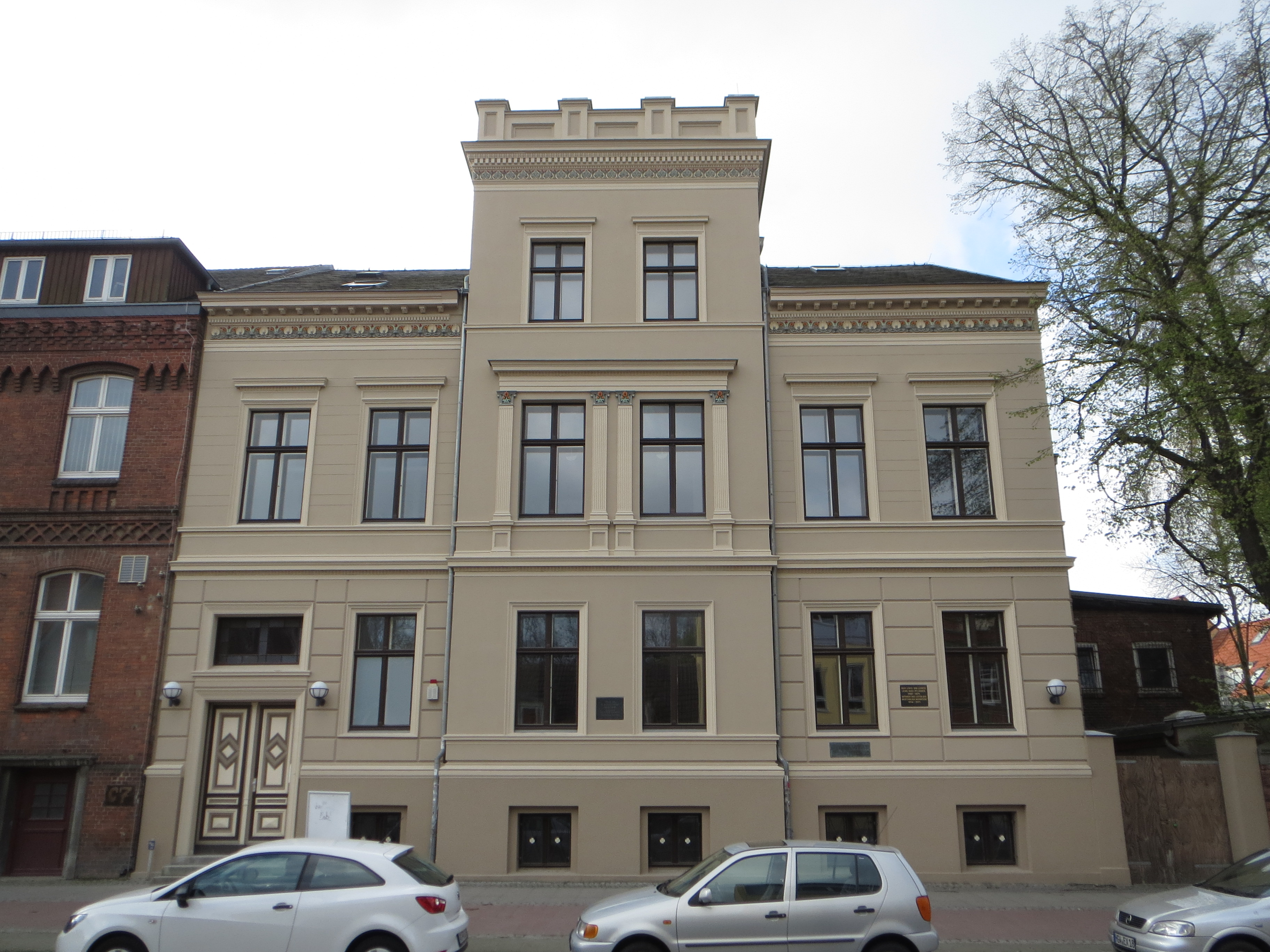
Gebäude der Kirchenmusikschule Greifswald, heute Institut für Kirchenmusik und Musikwissenschaft

Aus dieser Einrichtung entstand 1952 die „Kirchenmusikschule Greifswald“, die die Genehmigung der Kirchenleitung zur Abnahme der B-Prüfung für Kirchenmusiker erhielt. Als Landeskirchenmusikdirektor hatte er weitere Aufgaben auch außerhalb von Greifswald in der Pommerschen Evangelischen Kirche. Nach 1989 wurde die Kirchenmusikschule ein Universitätsinstitut für Kirchenmusik und Musikwissenschaft an der Universität Greifswald.
1947 heiratete Hans Pflugbeil die Cembalistin Annelise Deutsch, geb. Buss, die seit 1941 an der Stettiner Kirchenmusikschule unterrichtet hatte und die nun seine engste Mitarbeiterin wurde. Sebastian Pflugbeil ist ihr gemeinsamer Sohn.
Mit der Unterstützung seiner Frau organisierte Hans Pflugbeil ab 1946 ein jährliches Kirchenmusikfest, das bald den Namen Greifswalder Bachwoche trug und heute das älteste Musikfest in Mecklenburg-Vorpommern ist.
Die noch von ihm vorbereitete 28. Bachwoche im Juni 1974 konnte er nicht mehr erleben. Sie wurde mit einer Trauerfeier eröffnet, bei der sechs Schüler, die inzwischen selbst bedeutende Kantoren des Landes geworden waren, den Sarg des wenige Tage zuvor verstorbenen Hans Pflugbeil aus dem Greifswalder Dom trugen.
Hans Pflugbeil wurde auf dem Inselfriedhof in Hiddensee begraben.

## Werke
- Philippus Dulichius: Ehre sei dem Vater. Mit Anmerkungen herausgegeben von Hans Pflugbeil. Berlin: Evangelische Verlags-Anstalt 1951 (Sammlung Merseburger 24)

## Diskographie
- Dietrich Buxtehude: Kantaten. (Cantate CAN 57 601) Kassel: Bärenreiter 1993 (Aufnahmen von 1957 bis 1967), darin Mit Fried und Freud ich fahr dahin (BuxWV 76) und Befiehl dem Engel, dass er komm (BuxWV 10) mit Johannes Künzel, Bass; Greifswalder Domchor; Bach-Orchester Berlin; Leitung: Hans Pflugbeil
- The Complete Sinfonias from Bach's Cantatas. The Berlin Bach Orchestra, Hans Pflugbeil, conductor